# Оздемир, Демет
Демет Оздемир (тур. Demet Özdemir род. 26 февраля 1992 года, Измит, регионе Мармара, Турция) — турецкая актриса.

## Биография и карьера
Демет родилась 26 февраля 1992 года в городе Измит, входящий в ил Коджаэли: была младшей из троих детей в семье; у неё есть брат Волкан и сестра Дерья. Родители развелись, когда Демет было 8 лет, и она вместе с матерью и сестрой переехала в Стамбул. В школе Демет увлекалась танцами.
В ранние годы биографии кумиром Демет была её старшая сестра. После того как отец ушёл, а Волкан начал самостоятельную жизнь, Дерья взяла на себя заботы о материальном благополучии семьи. Она была талантливой танцовщицей, чьи выступления показывали на телевидении, и будущая звезда мечтала быть на неё похожей. Несмотря на увлечённость танцами, юная Демет не задумывалась о карьере в этом направлении. Ей не нравилась форма, которую носила сестра во время выступлений, и однажды в пылу ссоры девушка заявила, что никогда не станет так одеваться и выберет более серьёзную профессию.
Вскоре Дерья вышла замуж, и Демет осталась вдвоём с мамой. Деньги стремительно заканчивались, и девушке не оставалось ничего другого, кроме как начать зарабатывать танцами. Она связалась с менеджером, с которым сотрудничала её сестра, но поначалу услышала отказ. Ей пришлось за месяц похудеть на 11 кг, чтобы начать выступать.
Оздемир удалось достичь успеха. Сперва она работала в подтанцовке популярной турецкой певицы Бенгю, а затем присоединилась к танцевальному коллективу Efes Kizlari — группе поддержки «Анадолу Эфес», одного из сильнейших баскетбольных клубов Турции. Позднее молодую танцовщицу пригласили в клип на песню Ateş Et Ve Unut Мустафы Сандала.
Зрители были в восторге от выступлений Демет, но друзья замечали, что у неё есть не только танцевальный, но и актёрский талант. Решив прислушаться к советам, девушка записалась на курс в театральную студию Шахики Теканд, учёбу в которой совмещала с работой.
Впервые на телевидение вышла в 2013 году с сериалом «Я открою тебе тайну» на канале Fox Tv. Позже снялась в сериале «Курт Сеит и Александра» и исполняла там роль Айлин. В 2015 году на канале Star Tv в главных ролях вместе с Юсуфом Чимом снималась в сериале «Запах клубники», где исполнила роль Аслы. В июне 2016 года вышла на экраны канала Fox Tv с ролью девушки Лале в сериале «Номер 309». В 2018—2019 гг. снялась в сериале «Ранняя пташка», в котором исполняет главную роль девушки Санем. В 2019 году снялась в сериале «Судьбоносный дом».
В 2022 году состоялась премьера романтической комедии «Тактика любви» на платформе Нетфликс, где Демет сыграла девушку по имени Аслы. Ввиду большого успеха в том же году была снята вторая часть фильма «Тактика любви 2». Демет также подписала контракт с платформой Disney+ и присоединилась к актёрскому составу сериала «Между миром и мной» в роли Илькин. Этот сериал стал обладателем ежегодной турецкой премии «Золотая бабочка» в категории лучший интернет-сериал. В 2023 году Демет вернулась на телевизионный экран в главной роли Фарах Эршади в сериале «Меня зовут Фарах», съемки в этом сериале ещё раз подтвердили её статус как одной из лучших драматических актрис Турции .
Демет Оздемир ведущая актриса сериала «Ранняя пташка» была признана достойной награды «Лучшая актриса» на ведущей церемонии награждения арабских государств «Murex D’or» в Бейруте в апреле 2019 г.
2 сентября 2023 года Демет Оздемир была признана достойной награды «Лучшая международная актриса» в рамках премии Kineo, которая проводилась в 21-й раз в рамках Венецианского кинофестиваля.
Демет Оздемир признана «Лучшей международной актрисой» на Международном арабском фестивале DIAFA-2024 (Distinctive International Arab Festivals Awards), который проходил 26-27 ноября 2024 г. Это очень престижная премия на Востоке и очень весомая награда для представителей всего мирового сообщества .

## Личная жизнь
С 2015 года встречалась с актёром и певцом Юсуфом Чимом, который был её партнёром в сериале «Запах клубники». Актёры разошлись в сентябре 2016 года.  
В июне 2018 года актриса представила публике своего нового возлюбленного Сечкина Оздемир, с которым рассталась в сентябре.
28 августа 2022 года Демет Оздемир вышла замуж за Огузхана Коча.  
13 апреля 2023 года Демет Оздемир объявила о разводе с Огузханом Кочем 8 мая 2023 года пара официально развелась.

## Фильмография
| Год       |    | Русское название       | Оригинальное название       | Роль                  |
| --------- | -- | ---------------------- | --------------------------- | --------------------- |
| 2013—2014 | с  | Я открою тебе тайну    | Sana Bir Sır Vereceğim      | Айлин Гюндогду        |
| 2014—2014 | с  | Курт Сеит и Александра | Kurt Seyit ve Şura          | Алина Соколова        |
| 2015      | ф  | Держите слово          | Tut Sözünü                  | Демет                 |
| 2015—2016 | с  | Запах Клубники         | Çilek Kokusu                | Аслы Кочер            |
| 2016      | с  | Номер 309              | No: 309                     | Лале Йенилмез/Сарыхан |
| 2017      | ф  | С кем ты танцуешь?     | Sen kiminle dans ediyorsun? | Айсель                |
| 2018—2019 | с  | Ранняя Пташка          | Erkenci Kuş                 | Санем Айдын           |
| 2019—2021 | с  | Судьбоносный дом       | Doğduğun Ev Kaderindir      | Зейнеп                |
| 2022      | ф  | Тактика любви          | Aşk Taktikleri              | Аслы                  |
| 2022      | вс | Между миром и мной     | Dünyayla Benim Aramda       | Илькин                |
| 2023      | ф  | Тактика любви 2        | Aşk Taktikleri 2            | Аслы                  |
| 2023      | с  | Меня зовут Фарах       | Adım Farah                  | Фарах Эрсади          |